# Ceniza de hueso

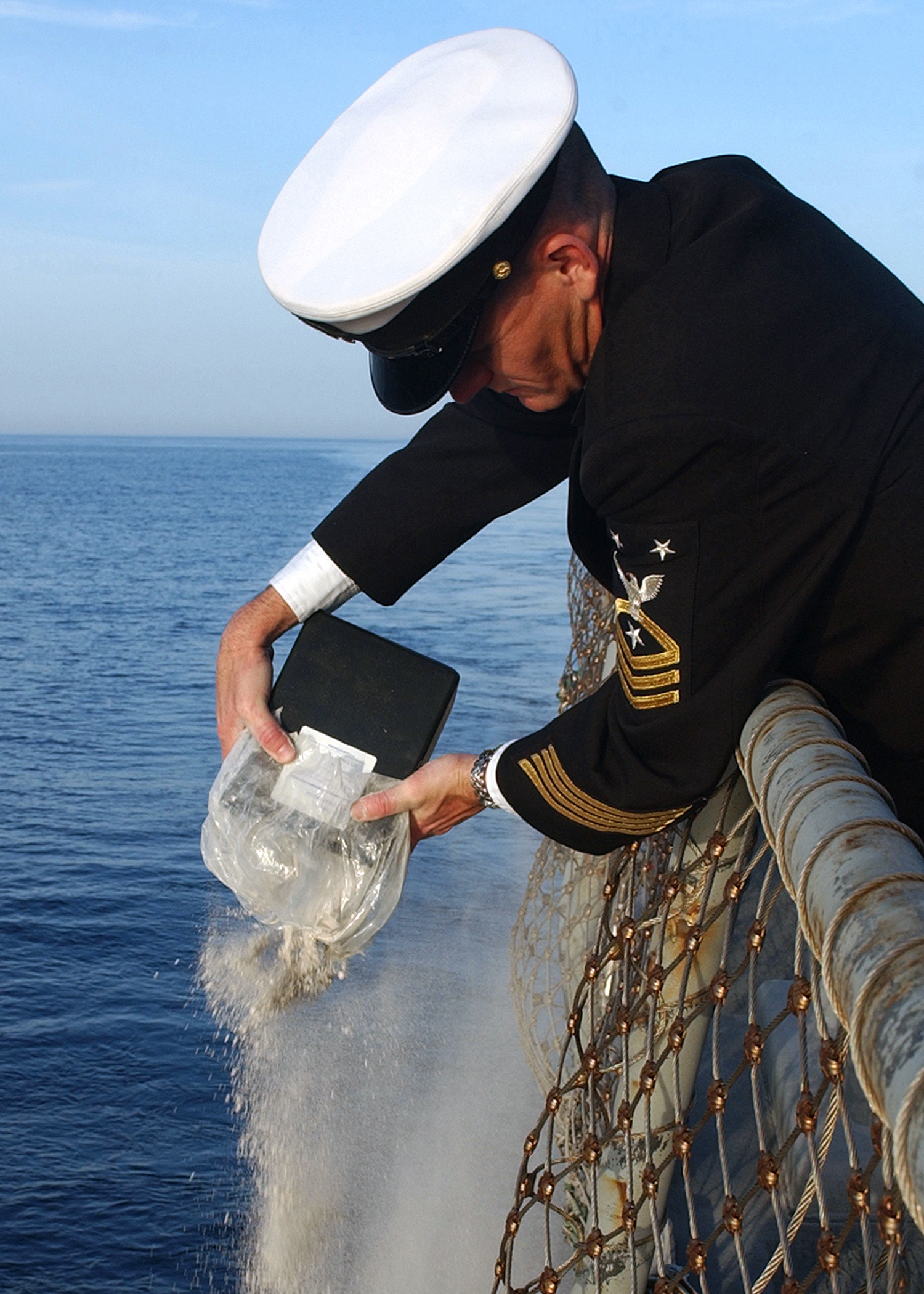
Ceremonia en la que se esparcen en el mar las cenizas de una persona fallecida.

La ceniza de los huesos son los constituyentes minerales del hueso, que quedan tras la combustión de las sustancias orgánicas. Se trata principalmente de fosfato de calcio (alrededor del 80 %) y de carbonato de calcio (alrededor del 10 %).
La ceniza de hueso se utilizaba antiguamente para la producción de fósforo y ácido fosfórico, vidrio opalino, esmaltes, materiales cerámicos en hornos, y como agente de pulido y desbarbado.